# ديريك ريان
ديريك ريان (بالإنجليزية: Derek Ryan)‏ هو لاعب هوكي الجليد أمريكي، ولد في 29 ديسمبر 1986 في سبوكين في الولايات المتحدة.

## وصلات خارجية
- ديريك ريان على موقع دوري الهوكي الوطني (الإنجليزية)
- ديريك ريان على موقع EliteProspects.com (الإنجليزية)
- ديريك ريان على موقع HockeyDB.com (الإنجليزية)
- ديريك ريان على موقع Hockey-Reference.com (الإنجليزية)